# A Gaia Ciência
A Gaia Ciência (em alemão: Die fröhliche Wissenschaft) é obra de Nietzsche publicada a 1882; pelo próprio autor, à obra se adicionara, cinco anos depois, um novo capítulo, escrito à mesma época de "Para Além do Bem e do Mal". 
A expressão "Gaia Ciência" é uma alusão ao nascimento da poesia europeia moderna que ocorreu na Provença durante o século XII. Deriva do Provençal, a língua usada pelos trovadores da literatura medieval, em que "gai saber" ou "gaya scienza" corresponde à habilidade técnica e ao espírito livre requeridos para a escrita da poesia. Em "Para Além do Bem e do Mal" (Secção 20), Nietzsche observa que "o amor como paixão - que é a nossa especialidade europeia - foi inventada pelos poetas-cavaleiros provençais, esses seres humanos magníficos e inventivos do 'gai saber' a quem a Europa deve tantas coisas e a quem quase inteiramente se deve ela própria." 
Os cinco capítulos que compõem o livro são, por sua vez, subdivididos em 383 aforismos, nos quais Nietzsche expõe seus conceitos acerca de: arte, moral, história, política, conhecimento, religião, mulheres, guerras, ilusão e verdade. É nesse livro que aparecem, pela primeira vez, suas teorias sobre o eterno retorno (formulado pelos estoicos gregos e considerado por Nietzsche como o símbolo supremo de toda afirmação da vida) e a morte de Deus (conceito com o qual Nietzsche lida com a nova fase do intelectualismo europeu do século XIX, sendo retratada no livro pelo diálogo de um louco com esclarecidos ateus - os quais representam toda a classe intelectual européia: cientistas, filósofos, eruditos e mesmo artistas - sobre o grandioso ato por eles cometido: o assassínio do Deus cristão e o subsequente niilismo que aflorava na mente desses intelectuais, resultado de uma perda de referências gerais à vida, as quais eram representadas diretamente pelo cristianismo e sua moral). 
Também é nesse livro que Nietzsche se refere, pela primeira vez, a Zaratustra, antigo profeta persa, criador da doutrina chamada zoroastrismo, tornado por Nietzsche arauto de sua filosofia, em seu livro "Assim Falou Zaratustra". Convém lembrar que também é nessa obra que o filósofo alemão realça suas diferenças ideológicas e artísticas em relação a Richard Wagner, o qual terminara sua vida ainda como seguidor de Arthur Schopenhauer. 

## Conteúdo
Em sua fase intermediária, Nietzsche demonstra uma evolução significativa em suas ideias, situando o livro em questão dentro desse contexto crucial de sua obra. Durante esse período, o filósofo enfatiza os valores da ciência, do ceticismo e da disciplina intelectual como meios para alcançar a liberdade mental. Estes elementos são essenciais para compreender sua perspectiva filosófica, que busca romper com dogmas e padrões estagnados em prol do desenvolvimento intelectual e da expansão da consciência. No âmago de "A Gaia Ciência," Nietzsche explora a complexa noção de poder, revelando-se como um tema central de sua reflexão. Contudo, é notável que, nesse estágio, ele não se compromete com a apresentação de uma teoria sistemática sobre o poder. Ao contrário, o filósofo parece mais interessado em experimentar com essa ideia, explorando suas diversas facetas sem buscar uma abordagem conclusiva ou definitiva. Essa abordagem experimental revela a natureza dinâmica e em constante evolução do pensamento nietzschiano nesse período. A ausência de uma teoria sistemática pode ser interpretada como uma expressão da busca do filósofo por um entendimento mais profundo e flexível do poder, permitindo uma exploração mais livre e criativa do conceito. Assim, o livro posiciona-se como uma obra que captura a fluidez e a experimentação características desse momento na trajetória filosófica de Nietzsche, oferecendo insights valiosos sobre sua visão em constante transformação sobre a liberdade mental e o poder. 
É  uma obra significativa de Friedrich Nietzsche, publicada pela primeira vez em 1882, com uma segunda edição lançada em 1887 após a conclusão de "Assim Falou Zaratustra" e "Além do Bem e do Mal". O título é por vezes traduzido como "A Alegre Sabedoria" ou "A Ciência Alegre". Este trabalho filosófico representa uma fase crucial no desenvolvimento intelectual de Nietzsche. A segunda edição de "A Ciência Alegre" é expandida, apresentando a adição de um quinto livro aos quatro livros originais. Além disso, um apêndice de canções está incluído nesta edição. Nietzsche descreveu este livro como "o mais pessoal de todos os meus livros", destacando sua natureza íntima e reflexiva. A inclusão de mais poemas em "A Ciência Alegre" o diferencia de muitas outras obras de Nietzsche, adicionando uma dimensão lírica e artística à sua exploração filosófica. O conteúdo do livro abrange uma ampla gama de temas, incluindo as reflexões de Nietzsche sobre a natureza da existência, moralidade, cultura e os desafios colocados pela morte de Deus. Ele também introduz o famoso conceito da "eterna recorrência", um tema que seria posteriormente desenvolvido em "Assim Falou Zaratustra". No geral, "A Ciência Alegre" é uma obra complexa e multifacetada que destaca as perspicácias filosóficas e o estilo literário de Nietzsche. 
O título do livro, tanto no original alemão quanto na tradução, utiliza uma expressão que era amplamente conhecida na época em muitas culturas europeias e tinha significado específico. Uma de suas primeiras aparições literárias é em "Gargântua e Pantagruel" de Rabelais ("gai sçavoir"). Essa expressão foi derivada de um termo provençal (gai saber) que se referia à habilidade técnica necessária para escrever poesia. A expressão mostrou-se durável e foi utilizada até o século XIX no inglês americano por Ralph Waldo Emerson e E. S. Dallas. Ela também foi usada de forma deliberadamente invertida por Thomas Carlyle em "a ciência sombria" para criticar a emergente disciplina da economia em comparação com a poesia. 
O título do livro foi inicialmente traduzido para o inglês como "A Sabedoria Jubilante", mas "A  Gaia Ciência" (Ou a "Alegre Ciência") tornou-se a tradução comum desde a versão de Walter Kaufmann na década de 1960. Kaufmann cita o "Shorter Oxford English Dictionary" (1955), que lista "A Gaia Ciência (Provençal gai saber): a arte da poesia".  Em "Ecce Homo", Nietzsche refere-se aos poemas no Apêndice de "A Ciência Alegre", dizendo que foram:  "... escritos em sua maior parte na Sicília, lembram muito enfaticamente o conceito provençal de "gaia scienza" — essa unidade de cantor, cavaleiro e espírito livre que distingue a maravilhosa cultura inicial dos provençais de todas as culturas equívocas. O último poema, acima de tudo, 'Ao Mistral', uma canção de dança exuberante na qual, se posso dizer assim, dança-se completamente sobre a moralidade, é um perfeito provençalismo." 
Isso alude ao nascimento da poesia europeia moderna que ocorreu na Provença por volta do século XI. Após a quase completa desolação e destruição da cultura dos trovadores devido à Cruzada Albigense (1209–1229), outros poetas no século XIV melhoraram e, assim, cultivaram o gai saber ou gaia scienza. De maneira semelhante, em "Além do Bem e do Mal", Nietzsche observou que, "... o amor como paixão — que é nossa especialidade europeia — [foi inventado por] os cavaleiros-poetas provençais, esses magníficos e inventivos seres humanos do 'gai saber' aos quais a Europa deve tantas coisas e quase deve a si mesma." A tradução original para o inglês como "Joyful Wisdom" é mais compreensível para o leitor moderno, dadas as diferentes acepções modernas das palavras "gay" (alegre) e "science" (ciência). O termo alemão "fröhlich" pode ser traduzido como "feliz" ou "alegre", cognato aos significados originais de "gay" em inglês e em outras línguas. No entanto, "Wissenschaft" não é "sabedoria" (sabedoria = Weisheit), mas uma inclinação para qualquer prática rigorosa de uma busca equilibrada, controlada e disciplinada pelo conhecimento. A tradução comum em inglês como "ciência" pode ser enganadora se sugerir ciências naturais — claramente inadequadas neste caso, onde "estudo acadêmico" é preferível, implicando humanidades. 

### Amor fati
A afirmação da tradição provençal (invocada através do título do livro) é também uma afirmação alegre de "sim" para a vida. O amor de Nietzsche pelo destino leva-o naturalmente a confrontar a realidade do sofrimento de uma forma radical. Pois amar o que é necessário exige não apenas que amemos o mal junto com o bem, mas que vejamos os dois como inextricavelmente ligados. Na seção 3 do prefácio, ele escreve: "Só uma grande dor é a libertadora final do espírito… Duvido que tal dor nos torne “melhores”; mas sei que isso nos torna mais profundos". 
Isso representa amor fati, a visão geral da vida que ele articula na seção 276: "Quero aprender cada vez mais a ver como belo o que é necessário nas coisas; então serei um daqueles que embelezam as coisas. Amor fati: que esse seja o meu amor daqui em diante! Não quero fazer guerra contra o que é feio. Não quero acusar; Não quero nem acusar quem acusa. Desviar o olhar será minha única negação. E no geral: algum dia desejo ser apenas alguém que diz sim." O conceito de "amor fati" em Nietzsche é uma expressão em latim que significa "amor ao destino" ou "amor ao que acontece". Esse conceito é fundamental em sua filosofia, refletindo uma postura existencial diante da vida. Nietzsche propõe não apenas aceitar o destino ou os eventos da vida, mas abraçá-los com amor e aceitação plenos, independentemente de sua natureza ser positiva ou negativa. 
O "amor fati" é uma afirmação da totalidade da existência, incluindo suas partes aparentemente trágicas ou dolorosas. Nietzsche desafia a ideia de resistir ou lamentar as circunstâncias da vida e, em vez disso, advoga por uma atitude que abraça todas as experiências como partes essenciais de um todo coerente. Isso implica uma mudança de perspectiva, transformando a dor, o sofrimento e até mesmo os acontecimentos aparentemente negativos em elementos cruciais para o crescimento pessoal e a vitalidade. Ao adotar o "amor fati," Nietzsche propõe que as pessoas não apenas aceitem passivamente o que lhes acontece, mas desenvolvam uma afinidade ativa e positiva com cada aspecto de suas vidas. Isso inclui reconhecer as dificuldades como oportunidades de superação e crescimento, integrando todas as experiências, sejam elas alegres ou dolorosas, no tecido mais amplo de sua existência. O "amor fati" é um convite para amar e abraçar integralmente tudo o que a vida apresenta, buscando encontrar significado e propósito mesmo nas situações mais desafiadoras. Essa atitude, segundo Nietzsche, é uma expressão da verdadeira afirmação da vida e uma maneira de viver plenamente, mesmo diante das incertezas e adversidades. 

### Eterno Retorno
O livro contém a primeira consideração de Nietzsche sobre a ideia do eterno retorno, um conceito que se tornaria crítico em seu próximo livro. obra Assim falou Zaratustra e sustenta muitas das obras posteriores. O livro contém a primeira consideração de Nietzsche sobre a ideia da eterna recorrência, um conceito que se tornaria fundamental em sua obra posterior, "Assim Falou Zaratustra," e que sustenta grande parte de seus trabalhos posteriores: "E se, algum dia ou noite, um demônio se aproximasse de você em sua solidão mais profunda e dissesse: 'Esta vida como você a vive agora e a viveu, você terá que vivê-la novamente e inúmeras vezes mais'... Você não se lançaria ao chão, rangeria os dentes e amaldiçoaria o demônio que falou assim? Ou já experimentou alguma vez um momento tremendo em que teria respondido a ele: 'Você é um deus, e nunca ouvi algo mais divino."  
A ideia de "eterno retorno" (em alemão, "ewige Wiederkunft") é uma ideia central na filosofia de Friedrich Nietzsche. Ele é introduzido principalmente em sua obra "Assim Falou Zaratustra" ("Also sprach Zarathustra"). O conceito sugere a ideia de que tudo o que aconteceu, está acontecendo e acontecerá na existência humana e no universo retornará de maneira cíclica, repetindo-se infinitamente. Para Nietzsche, o "eterno retorno" não deve ser compreendido apenas como uma especulação metafísica sobre o tempo, mas como um desafio existencial e uma afirmação da vida. Ele propõe que se alguém pudesse aceitar e abraçar cada momento de sua vida, incluindo as alegrias e os sofrimentos, como algo que ocorrerá repetidamente para sempre, então essa pessoa viveria de maneira mais autêntica e intensa.  
A aceitação do eterno retorno implica uma atitude afirmativa em relação à vida, pois sugere que não há escapismo possível. Cada ação, escolha e experiência terá que ser enfrentada repetidamente. Portanto, Nietzsche argumenta que é necessário viver de tal maneira que se possa olhar para trás em cada momento da vida e dizer "sim" a ele, pois será eternamente recorrente. Essa ideia é complexa e desafiadora, pois exige que as pessoas enfrentem não apenas os momentos agradáveis, mas também as dificuldades e dores com aceitação e amor. Nietzsche vê no eterno retorno um teste da força interior e da capacidade de viver uma vida autêntica e significativa. Vale ressaltar que o conceito de eterno retorno não deve ser interpretado literalmente como uma afirmação sobre a recorrência física exata dos eventos, mas sim como uma ferramenta filosófica para promover uma transformação radical na perspectiva e na abordagem da existência humana. 

### "Deus está morto"
O livro menciona uma ocorrência da famosa formulação "Deus está morto", isso pode ser encontrado em trabalhos posteriores como " "Assim falou Zaratustra": "Depois que Buda morreu, as pessoas continuaram mostrando sua sombra por séculos em uma caverna, uma sombra imensa e assustadora. Deus está morto: mas, dado a constituição da raça humana, talvez ainda existam cavernas por milênios, nas quais as pessoas mostrarão sua sombra. E nós, nós ainda temos que superar sua sombra!"  A seção 125 retrata A Parábola do Louco que está em busca de Deus. Ele acusa todos nós de sermos os assassinos de Deus. "'Onde está Deus?' ele chorou; 'Eu vou te contar. Nós o matamos—você e eu. Todos nós somos seus assassinos". 
A expressão "Deus está morto" é uma das mais famosas e controversas de Nietzsche, e ela aparece pela primeira vez em sua obra "Assim Falou Zaratustra". Essa declaração não deve ser interpretada de maneira literal, como se Nietzsche estivesse afirmando a morte física de uma entidade divina. Em vez disso, ela é uma expressão filosófica que simboliza uma transformação profunda na visão de mundo ocidental. Ao declarar "Deus está morto", Nietzsche sugere que a crença tradicional na divindade, especialmente no contexto do cristianismo, perdeu sua força e influência nas mentes e corações das pessoas. Ele argumenta que a modernidade, com seu avanço científico e cultural, minou as bases metafísicas e religiosas que sustentavam a moral e a compreensão do mundo. 
Nietzsche vê a morte de Deus como um desafio existencial e uma oportunidade para a humanidade assumir responsabilidade por suas próprias vidas e valores. Com a "morte de Deus", o filósofo argumenta que a moralidade e os significados tradicionais perderam sua justificação divina, exigindo que os indivíduos busquem novas formas de dar sentido à existência. No trecho citado anteriormente, Nietzsche sugere que, embora Deus esteja morto, a sombra de suas influências ainda persiste na psique humana. As "cavernas" mencionadas simbolizam os resquícios das antigas crenças que moldaram a moralidade e a visão de mundo. Superar essa sombra implica transcender as ideias e valores religiosos tradicionais para encontrar novas bases para a ética e a compreensão da existência. Portanto, o "Deus está morto" de Nietzsche é mais do que uma declaração sobre teologia; é uma provocação para repensar e recriar os fundamentos da moral e da existência humana em um mundo secular. 

## Excertos de A Gaia Ciência
A minha felicidade

"Desde que me cansei de procurar,
aprendi a encontrar;
Desde que o vento me opõe resistência,
velejo com todos os ventos."

"A educação consiste no condicionamento de um indivíduo, através da promessa de várias compensações e vantagens, de modo a que ele adopte um modo de pensar e se comportar que, logo que se tornem um hábito, instinto ou paixão, os dominarão «para o bem geral» mas, em última instância, para sua própria desvantagem. Somos vítimas das nossas virtudes, que nos transformam numa mera função do todo social." (21) 
"Muitas vezes consideramos uma ideia mais verdadeira apenas porque há qualquer coisa de muito belo e divino no ritmo e na forma métrica do seu enunciado. Não é divertido notar que os filósofos mais sérios, por mais rigorosos que sejam na sua busca da certeza, citam frequentemente as palavras dos poetas para dar às suas ideias mais força e credibilidade ? E, no entanto, é mais perigoso para uma verdade se um poeta concorda com ela do que se ele a contradiz! Porque, como dizia Homero, 'muitas mentiras contam os poetas'." (84)
"O que é a originalidade ? É ver qualquer coisa que ainda não tem nome e que, por isso, não pode ainda ser mencionada, embora esteja mesmo à frente dos olhos de toda a gente. A maioria das pessoas não consegue ver aquilo que não tem um nome. As pessoas originais são as que já deram (ou têm capacidade para dar) nomes às coisas." (261)
"Um pensador é alguém que sabe como tornar as coisas mais simples do que aquilo que elas são na realidade." (189)
"Os pensamentos são as sombras dos nossos sentimentos - sempre mais escuros, mais vazios e mais simples." (179)
"O egoísmo é a lei da perspectiva aplicada aos sentimentos: o que está mais próximo parece-nos maior e mais pesado e, à medida que nos afastamos, o seu tamanho e peso diminuem." (162)
"Tabela da multiplicação. - Um está sempre errado, mas com dois, começa a surgir a verdade. Um não consegue provar o seu caso, mas dois são irrefutáveis." (260)
"Onde começa o bem e acaba o mal ? O reino da bondade começa onde a nossa imperfeita percepção deixa de notar o «impulso do mal» porque se tornou demasiado subtil; a partir desse ponto, o sentimento de que entramos no reino da bondade excita os nossos impulsos que se sentem ameaçados e limitados pelos «impulsos do mal»: os sentimentos de segurança, de conforto, de benevolência. Quanto mais imperfeita for a nossa percepção, maior será a extensão do bem. É por isso que as crianças e pessoas comuns gozam de uma eterna boa disposição e também por essa razão que os grandes pensadores sofrem sempre de uma melancolia semelhante à de uma má consciência." (53)
"Em que é que eu acredito ? Acredito que os pesos de todas as coisas têm que ser novamente determinados." (269)
"O que é ser livre ? É não termos vergonha de sermos quem somos." (275)
"Causa e efeito. Dizemos que a ciência «explica», mas, na realidade, apenas «descreve». Descrevemos hoje melhor, mas explicamos tão pouco quanto todos os nossos predecessores. Descobrimos uma sucessão múltipla onde o homem ingénuo e o investigador das civilizações mais antigas se apercebia apenas de duas coisas: 'causa' e 'efeito', como se costumava dizer. E deduzimos: isto e isto tem de se dar primeiro para que depois se siga aquilo - mas, com isso, não compreendemos absolutamente nada. Em qualquer processo químico, por exemplo, as transformações continuam, tal como antes, a aparecer como um «milagre». E como haveríamos nós de conseguir explicá-las? Operamos unicamente com coisas que não existem, com linhas, com superfícies, corpos, átomos, tempos divisíveis, espaços divisíveis! Como seria possível sequer uma explicação, se traduzimos tudo primeiro numa imagem, na nossa própria imagem! Na verdade, temos à nossa frente um continuum, de que isolamos algumas partes, da mesma maneira que, num movimento, nos apercebemos apenas de pontos isolados e, portanto, não vemos, na realidade, esse movimento, mas deduzimos que existe. Um intelecto que visse a causa e o efeito como um continuum, e não, à nossa maneira, como parcelamento e fragmentação arbitrários, que visse o curso do acontecer, repudiaria o conceito de causa e efeito e negaria toda a condicionalidade." (112)
"A origem do nosso conceito de conhecimento. Que entende o povo verdadeiramente por conhecimento? Só isto: algo de estranho deve ser transformado em algo de familiar. E para nós, os filósofos, não é a nossa necessidade de conhecimento a mesma necessidade do que é conhecido, a vontade de, no meio de tudo o que é estranho, fora do usual e duvidoso descobrir algo que já não nos perturbe? Não será o instinto do medo que nos obriga a conhecer?
Quando os que buscam o conhecimento reencontram algo nas coisas, sob as coisas ou por trás das coisas, que já é muito conhecido, como, por exemplo, a tabuada, ou a lógica, ou as nossas vontades e apetites, que felizes ficam logo! Porque «o que é familiar é conhecido», e nisso estão de acordo. Mesmo os mais cuidadosos entre eles acham que o que é familiar é pelo menos mais facilmente conhecido do que o que é estranho. Erro dos erros! O que é conhecido é habitual; e o habitual é o mais difícil de 'conhecer', isto é, de ver como problema, isto é, de ver como estranho, afastado, 'fora de nós'..." (355)
"O Veneno que mata as naturezas fracas é um fortificante para as fortes..e por isso não lhe chamam veneno.."